# 長田潤一
長田 潤一（ながた じゅんいち、1925年 - 2008年11月6日 ）は日本の数学者。専門は一般位相空間論。
森田紀一の指導を受ける。テキサスクリスチャン大学、ピッツバーグ大学、アムステルダム大学、大阪市立大学、大阪教育大学教授。1950年に位相空間が距離化可能であるための必要十分条件を与える長田-スミルノフの距離化定理を証明した。